# Copa do Mundo de Esqui Alpino de 1981
A Copa do Mundo de Esqui Alpino de 1981 foi a 15º edição da Copa do Mundo, ela foi iniciada em dezembro de 1980 na França e finalizada em março de 1981 na Suíça.
O estadunidense Phil Mahre venceu no masculino, enquanto no feminino a suíça Theres Nadig foi a campeã geral.